# Миалы
Миалы (каз. Миалы) — упразднённое село в Аулиекольском районе Костанайской области Казахстана. Входило в состав Новонежинского сельского округа. Код КАТО — 393643300. Ликвидировано в 2013 году.

## Население
В 1999 году население села составляло 230 человек (115 мужчин и 115 женщин). По данным переписи 2009 года, в селе проживало 80 человек (38 мужчин и 42 женщины).